# Rena humilis
Leptotyphlops humilis là một loài rắn trong họ Leptotyphlopidae. Loài này được Baird & Girard mô tả khoa học đầu tiên năm 1853.

## Hình ảnh

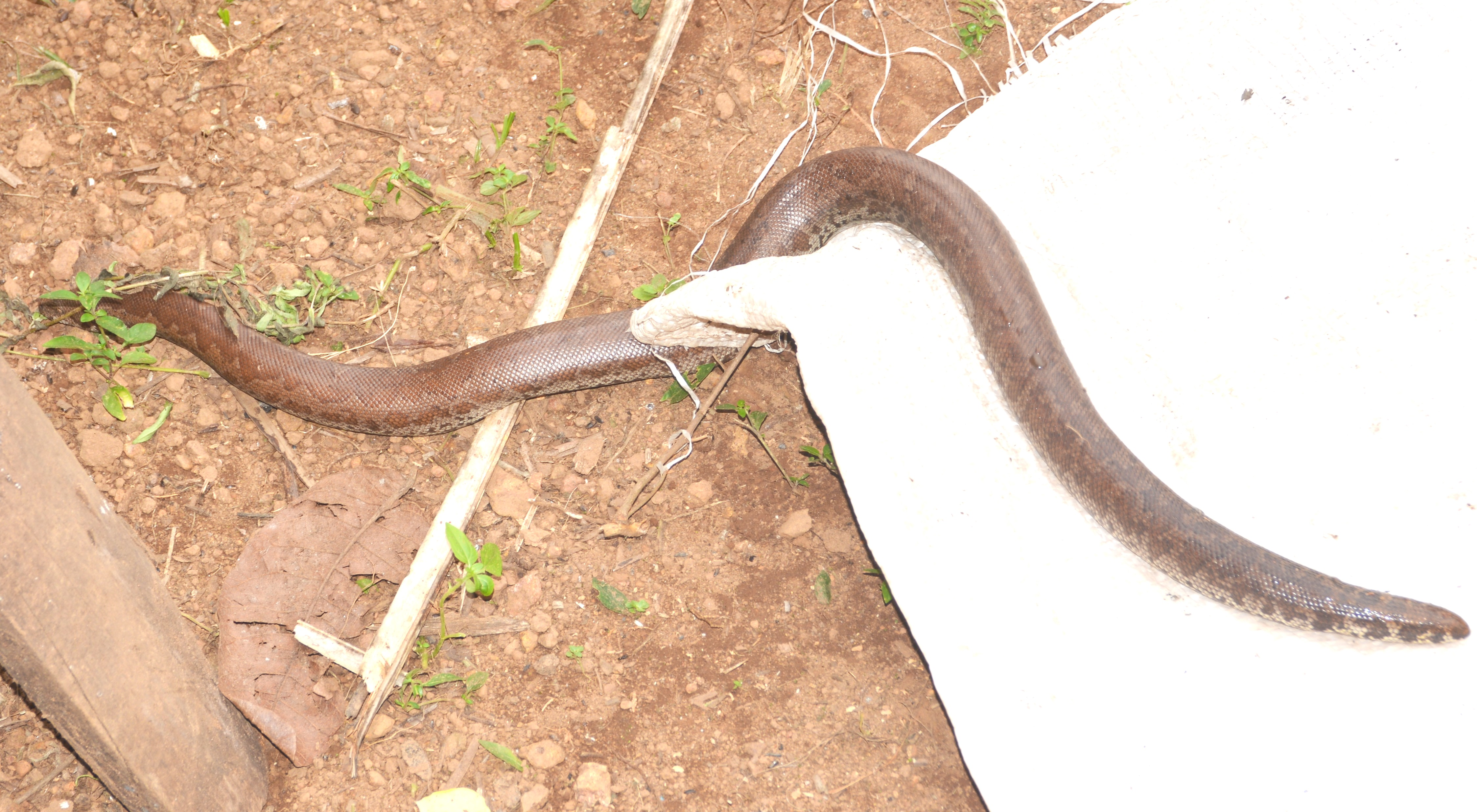
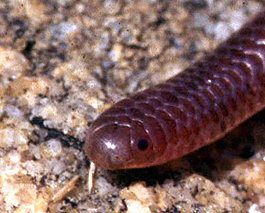